# Battaglia di Giava
La battaglia di Giava fu un combattimento terrestre avvenuto all'inizio del 1942 durante la guerra del Pacifico tra l'esercito imperiale giapponese e le truppe alleate a difesa dell'isola di Giava, il territorio più importante delle Indie orientali olandesi. I generali alleati siglarono un atto di resa il 12 marzo a Bandung, e consegnarono l'isola alle forze nipponiche.

## Antefatto
Sin dall'inizio della guerra del Pacifico il Giappone aveva spinto forze d'invasione in tutto il sud-est asiatico, schiantando una dopo l'altra ogni resistenza alleata. Lo stesso, disastroso esito si era avuto anche nell'Impero coloniale olandese, dove le guarnigioni anglo-australiane-olandesi erano riuscite, a prezzo di sacrifici enormi, a ritardare di sole 24 ore la tabella di marcia giapponese. I nipponici erano sbarcati e avevano occupato con facilità il Borneo, le Molucche e Sumatra; più difficile era stato mettere fuori causa l'eterogenea flotta alleata, che causò qualche grattacapo alle concatenate operazioni di sbarco giapponesi (battaglia navale di Balikpapan). Essa alla fine subì un massacro nelle battaglie del mare di Giava e dello Stretto della Sonda.
A questo punto la difesa della grande isola poteva contare solo sulle truppe di terra, in quanto l'aviazione ABDA era stata spazzata via durante i combattimenti e quel che ne rimaneva si era ritirato in Australia.

## La battaglia
Nella notte del 28 febbraio truppe giapponesi sbarcarono nel golfo di Bantain, nella zona occidentale dell'isola. Le operazioni in questo settore furono disturbate da gruppi di navi alleate che tentavano di fuggire in Australia: i giapponesi persero tre navi trasporto per fuoco amico, e altre due furono danneggiate, mentre due incrociatori nemici (USS Houston e HMAS Perth) furono affondati. Il giorno dopo un altro sbarco fu effettuato 150 chilometri a ovest circa di Surabaja; un terzo sbarco fu effettuato nei pressi di Indramajoe, 200 chilometri a est di Batavia e per il 1º marzo tutte le truppe avevano preso terra. All'alba alcuni caccia P-40, ultimi aerei disponibili, attaccarono la seconda testa di ponte, ma non provocarono danni di sorta e tre furono abbattuti. Già il 3 marzo le truppe giapponesi della testa di ponte a ovest di Batavia, dotate di artiglieria pesante e carri armati leggeri che si muovevano con facilità tra la vegetazione e per le alture, erano riuscite con un movimento avvolgente a isolarla e interrompere la linea ferroviaria che univa la città con i due centri di Bantam e Bandung, rispettivamente sulla costa e nell'interno.
Nella zona centrale le colonne giapponesi si spinsero subito nell'interno, sbaragliando le improvvisate difese olandesi nelle valli delle alture centrali: in tal modo minacciarono alle spalle la città di Bandung; anche qui la ferrovia fu interrotta e la città a sua volta isolata. Il 3 marzo i giapponesi iniziarono l'attacco a Bandung.
A oriente le forze giapponesi si divisero in quattro colonne e iniziarono a conquistare le varie postazioni attorno alla base navale di Soerabaja, mentre scaglioni di truppe procedevano puntando direttamente sulla città. Nello stesso momento un riuscito avioassalto permise l'occupazione della piccola isola di Madura, strategicamente importante in quanto situata di fronte a Soerabaja e separata dalla terraferma da soli 1 000 metri di mare.. La resistenza degli olandesi era resa ancor più ardua anche per il nuovo atteggiamento assunto dagli abitanti dell'isola che, approfittando della situazione, iniziarono a dar segni di ribellione e odio: il governo dei Paesi Bassi nella colonia era stato assai duro e impietoso.
La situazione dei difensori di Batavia si era nel frattempo aggravata: uno sbarco secondario sulle coste che danno sullo stretto della Sonda, nella località di Peper, aveva permesso ai nipponici di rinforzare le loro truppe. Queste il 4 marzo occuparono le cittadine di Tangerang e Buitenzorg, distanti una ventina di chilometri dal grande porto. Nonostante qualche sporadica resistenza, il pomeriggio del 5 marzo i giapponesi conquistarono la capitale di Giava. Nel porto diverse navi ardevano o stavano affondando, ma alcune altre, che portavano anche reparti della guarnigione, avevano appena preso il largo: mentre l'artiglieria nipponica, rapidamente posizionata, sparava loro, sul settore conversero aerei e navi da guerra, che inflissero gravi perdite ai fuggitivi. Dopo la caduta di Batavia l'esercito giapponese continuò ad avanzare celermente attraverso l'isola, tanto che la tagliò in due, raggiungendo le coste meridionali.
A Soerabaja, intanto, gli olandesi erano stati circondati e le posizioni difensive fuori della città quasi completamente eliminate dalle truppe giapponesi. L'8 marzo giunse la notizia che le truppe nel settore occidentale dell'isola si erano arrese e che i giapponesi occupavano ora Bandung. Per il morale già basso degli uomini questo fu un duro colpo. Lo stesso giorno ter Poorten si rese conto che ormai la lotta era finita anche per Soerabaja, e il 9 si arrese. Entro il 10 marzo l'intera isola era saldamente in mano alle truppe nipponiche. Giava era caduta dopo una settimana di combattimenti.

## Conseguenze
Con la conquista dell'isola di Giava il Giappone aveva stabilito il limite meridionale della Sfera di prosperità comune, e si era assicurato il controllo dei pozzi petroliferi, subito riparati da ingegneri e tecnici sbarcati assieme alle truppe. Gli Alleati subirono invece l'ennesima sconfitta, inferiori com'erano in termini di uomini, armi e logistica. La campagna delle Indie orientali olandesi era dunque terminata con un clamoroso successo giapponese, che aveva raggiunto tutti gli obiettivi previsti, assicurandosi il controllo di un'isola di 40 milioni di abitanti e con ricchezze favolose. Successivamente molti degli isolani, che si erano rifiutati di combattere per gli olandesi, diverranno accesi sostenitori dei nipponici, i quali incoraggeranno lo spirito indipendentista degli indonesiani e li fecero partecipare all'amministrazione delle Indie; al contrario i circa 170 000 civili olandesi furono presi prigionieri e internati. L'Impero giapponese non sapeva però che quello sarebbe stato il traguardo della sua espansione: l'Australia non verrà mai invasa. Giava rimase occupata fino alla resa del 15 agosto 1945.